# خط الخلافة على العرش البحريني

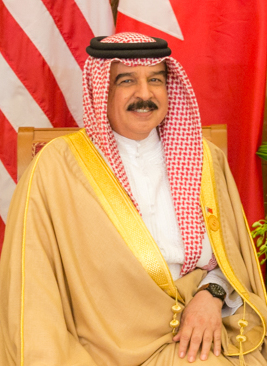
الملك حمد بن عيسى آل خليفة ملك مملكة البحرين

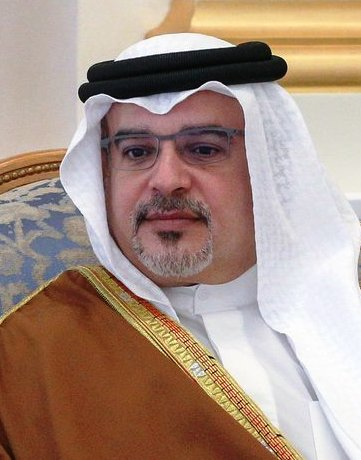
الأمير سلمان بن حمد آل خليفة ولي عهد مملكة البحرين المرشح الأول للخلافة على العرش البحريني

ينظم المرسوم الأميري رقم 12 لسنة 1973 عملية انتقال الحكم والخلافة على العرش البحريني، ووفقاً للمادة الأولى من المرسوم ينتقل الحكم من الملك إلى أكبر أبنائه الذكور سناً وإذا توفي أكبر أبناء الملك قبل انتقال الحكم إليه ينتقل الحكم إلى أكبر أبنائه، ووفقاً للمادة الثانية من المرسوم في حال وفاة أكبر أبناء الملك ولم يكن له أبناء ينتقل الحكم إلى أكبر إخوته وإذا لم يكن له أخوة فينتقل إلى أكبر أبناء أخوته وإذا لم يكن لأكبر إخوته أبناء فينتقل إلى أكبر أبناء أخوته الآخرين حسب ترتيب سن الأخوة، ووفقاً للمادة الثالثة من المرسوم فإنه في حال فقدان الأخوة وأبناء الأخوة ينتقل الحكم إلى الأعمام وذرياتهم وفقا للترتيب في المعين في المادة الثانية ووفقا للمادة ال17 من المرسوم فإنه ينادى بولي العهد ملكا للبلاد في حال شغور منصب الملك.

## خط الخلافة
- عيسى بن علي آل خليفة (1848–9 ديسمبر 1932)
  -   حمد بن عيسى بن علي آل خليفة (6 فبراير 1872–20 فبراير 1942)
    -   سلمان بن حمد آل خليفة الأول (10 أكتوبر 1894–2 نوفمبر 1961)
      -  عيسى بن سلمان آل خليفة (3 يونيو 1933–6 مارس 1999)
        -  حمد بن عيسى آل خليفة (ولد 28 يناير 1950)
          - (1) سلمان بن حمد آل خليفة (ولد 21 أكتوبر 1969)
            - (2) عيسى بن سلمان بن حمد آل خليفة (ولد 7 مارس 1990)
              - (3) حمد بن عيسى بن سلمان آل خليفة (ولد 27 مايو 2014)
              - (4) عبدالله بن عيسى بن سلمان آل خليفة (ولد 8 مايو 2016)
              - (5) سلمان بن عيسى بن سلمان آل خليفة (ولد 29 مارس 2020)

            - (6) محمد بن سلمان آل خليفة (ولد 11 نوفمبر 1991)
              - (7) أحمد بن محمد آل خليفة (ولد 3 أغسطس 2018)

          - (8) عبدالله بن حمد آل خليفة (ولد 30 يونيو 1975)
            - (9) عيسى بن عبدالله آل خليفة (ولد 1999)
            - (10) سلمان بن عبدالله آل خليفة (ولد 2004)

          - (11) خليفة بن حمد آل خليفة (ولد 1978)
            - (12) محمد بن خليفة آل خليفة (ولد 2006)
            - (13) سلمان بن خليفة آل خليفة (ولد 2008)

          - (14) ناصر بن حمد آل خليفة (ولد 8 مايو 1987)
            - (15) حمد بن ناصر آل خليفة (ولد 6 يونيو 2012)
            - (16) محمد بن ناصر آل خليفة (ولد 6 يونيو 2012)
            - (17) حمدان بن ناصر آل خليفة (ولد 28 أكتوبر 2018)
            - (18) خالد بن ناصر آل خليفة (ولد 15 فبراير 2022)

          - (19) خالد بن حمد آل خليفة (ولد 23 سبتمبر 1988)
            - (20) فيصل بن خالد آل خليفة (ولد 12 ديسمبر 2012)
            - (21) عبد الله بن خالد آل خليفة (ولد 6 فبراير 2015)
            - (22) ناصر بن خالد آل خليفة (ولد 2 يوليو 2021)
            - (23) عيسى بن خالد آل خليفة (ولد 2 يوليو 2021)
            - (24) سلمان بن خالد آل خليفة (ولد 2 يوليو 2021)

          - (25) سلطان بن حمد آل خليفة

        - (26) راشد بن عيسى آل خليفة (توفي 17 ديسمبر 2010)
          - (27) تركي بن راشد آل خليفة
          - (28) محمد بن راشد آل خليفة
          - (29) فيصل بن راشد آل خليفة
          - (30) عبدالله بن راشد آل خليفة
          - (31) سلمان بن راشد آل خليفة (ولد في 1988 أو 1986)
          - (32) نواف بن راشد آل خليفة (ولد 1993)
          - (31) عيسى بن راشد آل خليفة (ولد 1995)
          -  (33) إبراهيم بن راشد آل خليفة (ولد 1996)

        - (34) محمد بن عيسى آل خليفة (ولد 18 ديسمبر 1960) 
          - (35) عيسى بن محمد آل خليفة
          - (36) سلمان بن محمد آل خليفة

        - (37) عبدالله بن عيسى آل خليفة
          - (38) حمد بن عبدالله آل خليفة
          - (39) عيسى بن عبدالله آل خليفة
          - (40) محمد بن عبدالله آل خليفة

        - (41) علي بن عيسى آل خليفة
          - (42) عيسى بن علي آل خليفة
          - (43) خالد بن علي آل خليفة
          - (44) خليفة بن علي آل خليفة

      - خليفة بن سلمان آل خليفة (24 نوفمبر 1935-11 نوفمبر 2020)
        - (45) علي بن خليفة آل خليفة (ولد 15 فبراير 1955)
          - (46) خليفة بن علي آل خليفة
          -  (47) عيسى بن علي آل خليفة

        -  (48) سلمان بن خليفة آل خليفة

      - (49) محمد بن سلمان آل خليفة (1940- 9 نوفمبر 2009)
        - (50) أحمد بن محمد آل خليفة (1956 - 2 مارس 2020)
        - (51) حمد بن محمد آل خليفة
        - (52) خالد بن محمد آل خليفة
        - (53) خليفة بن محمد آل خليفة
        - (54) سلمان بن محمد آل خليفة
        - (55) عبدالله بن محمد آل خليفة
        - (56) سلطان بن محمد آل خليفة
        - (57) هاشم بن محمد آل خليفة
          -  (58) محمد بن هاشم آل خليفة

        - (59) نادر بن محمد آل خليفة
        - (60) علي زين العابدين بن محمد آل خليفة[4][إخفاق التحقق]
        -  (61) عيسى بن محمد آل خليفة [بحاجة لمصدر]